# Bob Corker
Robert Phillips Corker , Jr., detto Bob (Orangeburg, 24 agosto 1952), è un politico statunitense, senatore per lo stato del Tennessee dal 2007 al 2019 ed in precedenza sindaco della città di Chattanooga dal 2001 al 2005.

## Biografia
Nato a Orangeburg, nella Carolina del Sud, Corker si trasferì nel Tennessee da bambino e studiò all'Università del Tennessee. In seguito intraprese una carriera da imprenditore nel mondo degli affari e si avvicinò alla politica solo nel 1994, quando si candidò al Senato come membro del Partito Repubblicano. Corker però arrivò solo secondo nelle primarie, alle spalle di Bill Frist. Dopo la sconfitta Corker lavorò nell'amministrazione del governatore Don Sundquist e nel 2001 venne eletto sindaco di Chattanooga, carica che ricoprì fino al 2005.
Nel 2006 Corker si candidò nuovamente al Senato di Washington, dopo l'annuncio del ritiro di Frist. Nelle primarie repubblicane sconfisse i due deputati Van Hilleary e Ed Bryant, mentre nelle elezioni generali affrontò un altro deputato, il democratico Harold Ford Jr., riuscendo a sconfiggerlo per poco più di due punti percentuali. Fu poi riconfermato per un secondo mandato nel 2012, dove ricopre la carica di presidente della commissione Esteri. Il 26 settembre 2017 egli annuncia la decisione di non ricandidarsi per un terzo mandato al Senato alle elezioni del 2018. Bob Corker si configura come un repubblicano conservatore, sia in materia sociale che in materia fiscale.